# Droga krajowa B156 (Niemcy)
Droga krajowa nr 156 (niem. Bundesstraße 156, B 156) – niemiecka droga krajowa przebiegająca  z zachodu na południe od skrzyżowania z drogą B169 w Großräschen w Brandenburgii do Budziszyna w Saksonii, gdzie krzyżuje się z drogami B6 i B96.